# Emilie Autumn
Emilie Autumn Liddell, född 22 september 1979 i Los Angeles i Kalifornien, är en amerikansk violinist, sångerska, låtskrivare och poet. Autumns musik, som hon själv har beskrivit som "Victoriandustrial", är en blandning av flera olika genrer såsom industrial, electronica och klassisk musik, inspirerad av pjäser, romaner och historia, i synnerhet från den viktorianska tiden. Hennes liveframträdanden backas upp av det dansande kompbandet The Bloody Crumpets och bygger på teater och burlesk.
Autumn är klassiskt skolad och började lära sig fiol redan vid fyraårsåldern. Hon började skriva sin egen musik som tonåring och skivdebuterade 1997 med det självutgivna klassiska albumet On a Day.... Efter detta album bestämde hon sig för att även sjunga vilket hon gör på uppföljaren Enchant (2003), ett album inspirerat av hennes förkärlek för älvor och poesi. Den tyngre och mörkare stilen på det tredje albumet, Opheliac (2006), är till stor del ett resultat av den tid då Autumn var inlagt på sjukhus och hölls under suicidövervakning efter ett självmordsförsök. Hennes självbiografiska roman The Asylum for Wayward Victorian Girls är baserad på händelsen.
Utöver solokarriären har Autumn även medverkat på Courtney Loves album America's Sweetheart och även som medlem i kompbandet på Courtneys turné 2004. Autumn är sedan januari 2012 på turné med sitt senaste album, Fight Like a Girl.

## Biografi

### Början (1979–2000)

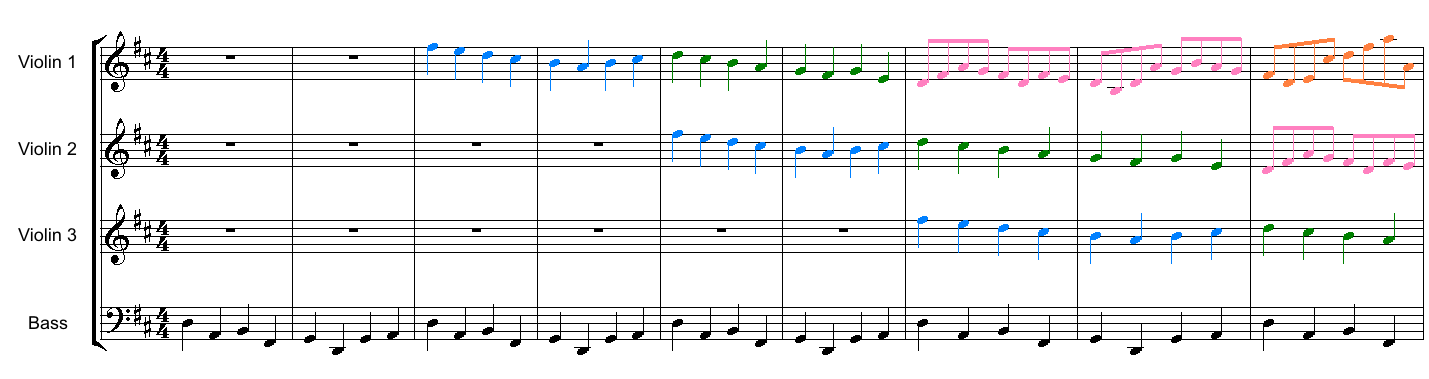
Autumn menar att hon fått sin förmåga att skriva musik i huvudet på grund av att hon som barn mentalt spelade Johann Pachelbels Kanon i D (se bild) varje natt för att undertrycka de hörselhallucinationer som orsakas av hennes bipolära sjukdom och sömn.

Emilie Autumn föddes i Los Angeles i Kalifornien den 22 september 1979. Hon växte upp i Malibu i Kalifornien och hon har sagt 
"att hon utvecklades till individualist hade mycket att göra med havet och det faktum att hon var omringad av naturen". Hennes mor var sömmerska och är enligt Autumn ättling till familjen Liddell. Hennes far var tysk invandrare men Autumn hade inte någon nära relation till honom. Hennes föräldrar var inte musiker men de ska ha tyckt om många olika musikstilar.
När Autumn var fyra år gammal började hon spela fiol, och har senare kommenterat: "Jag minns att jag bad om en fiol men jag minns inte att jag visste vad det var för något. Jag kanske trodde att det var en slags ponny men jag minns inte att jag blev besviken.". Fyra år senare debuterade hon som soloviolinist tillsammans med en orkester och vann en musiktävling. Vid nio eller tio års ålder hoppade hon av skolan med målet att bli violinist av världsklass. Om sin tid i skolan kommenterade hon: "Jag hatade det ändå, att kallas 'konstig' och 'antisocial' tillsammans med fysiska hot, gjorde att det inte verkade finnas någon anledning att fortsätta gå i skolan så jag gjorde inte det". Hon övade mellan åtta och nio timmar om dagen, tog lektioner, läste olika typer av litteratur, deltog i orkesterrepetitioner och fick hemundervisning. Med tiden fick hon även en stor skivsamling med violinkonserter, symfonier, kammarmusik, opera och lite jazz. Hon började skriva sin egen musik och poesi när hon var tretton eller fjorton, men hon planerade inte att sjunga sina låtar. Hon studerade för olika lärare och vid Indianas universitet i Bloomington, men slutade efter två år då hon inte accepterade den rådande synen på individualitet och klassisk musik. Hon menade att varken artistens klädsel eller uppträdande kunde väcka anstöt hos publiken eller hos den som komponerat musiken.
Eftersom hon var övertygad om att hon bara skulle spela fiol bestämde sig Autumn som 18-åring för att sjunga på en av sina låtar. Syftet var att demonstrera för en stor skivproducent, som ville skriva kontrakt med henne för ett skivbolag, hur det skulle låta. Hon var dock inte nöjd med ändringarna som gjordes i hennes låtar och bestämde sig för att inte skriva på för skivbolaget utan skapade istället sitt eget independentbolag, Traitor Records. På Traitor Records gav hon ut sitt klassiska debutalbum On a Day...(On a Day: Music for Violin & Continuo). Titeln syftar på att skivan spelades in på bara en dag. Skivan spelades in 1997, samma år som hon fyllde 17 år. Albumet innehåller musik för barockfiol med ackompanjemang av Roger Lebow på barockcello, Edward Murray på cembalo samt Michael Egan på luta. Trots skivans längd betraktade hon den mer som en demo och det var först efter att fans som hade gillat hennes rockframträdanden och som efterfrågade ett klassiskt album där de kunde höra mer av hennes fiolspel, som hon släppte den till försäljning. År 2000 utkom även Autumns diktsamling Across the Sky & Other Poems, vilken 2005 återutgavs under namnet Your Sugar Sits Untouched tillsammans med en ljudbok där dikterna ackompanjeras med musik.

### Enchantoch samarbeten (2001–2004)

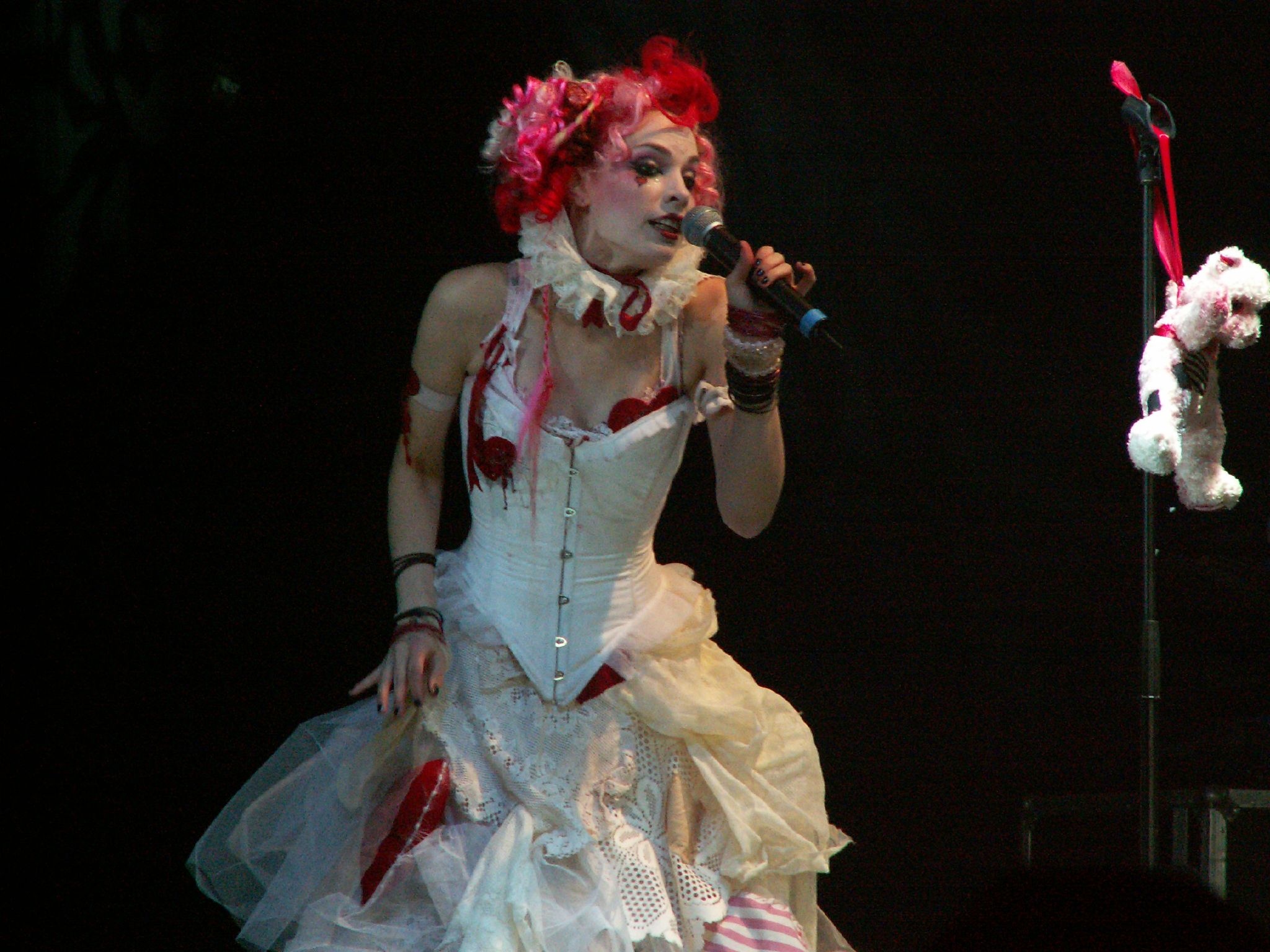
Emilie Autumn under en konsert på M'era Luna i Hildesheim, Tyskland den 11 augusti 2007.

År 2001 reste Autumn till Chicago i Illinois som en del av ett inspelningsprojekt och bestämde sig för att stanna eftersom hon uppskattade kollektivtrafiken och musikscenen där. Samma år gav hon ut EP:n Chambermaid och välgörenhetssingeln "By the Sword" efter 11 september-attackerna. Den 26 februari 2003 utgavs albumet Enchant, präglad av flera olika stilar såsom new age, pop och triphopig kammarmusik. På albumet utforskade hon en mjuk sida av sin musikaliska talang med en stil hon själv kallat för "fantasyrock". Musiken är inspirerad av hennes förkärlek för älvor och poesi. Bland övriga medverkande märks cellisten Joey Harvey, trummisen Heath Jansen, gitarristen Ben Lehl och basisten Jimmy Vanaria. Samtidigt som  Enchant gavs ut hade Autumn flera sidoprojekt med grupperna Convent, Ravensong och The Jane Brooks Project.
Under releasepartyt för Enchant fick Autumn veta att rocksångerskan Courtney Love hade bett henne om att medverka på hennes album America's Sweetheart samt på den tillhörande turnén 2004, varpå hon tackade ja. Mycket av Autumns fiolspel klipptes dock bort från albumet; hon kommenterade: "Detta berodde helt på de nya producenter som tog över projektet efter vår lilla semester i Frankrike och som klippte bort allt material från våra tagningar". Hon spelade live med Love och The Chelsea hos Late Show with David Letterman den 17 mars 2004 samt vid Bowery Ballroom dagen därpå. Fram emot slutet av 2004 medverkade hon i ett avsnitt av HGTV:s Crafters Coast to Coast där hon visade tittarna hur man gjorde älvvingar och sushidekorerad tvål som hon sedan sålde på sin webbshop. Den 23 december 2004 kunde hon ses på den Chicago-baserade tv-kanalen WGN som en i stråkkvartetten som backade upp Billy Corgan och Dennis DeYoungs tolkning av julsången "We Three Kings".

### Opheliac,Laced/UnlacedochA Bit o' This & That(2005–2009)

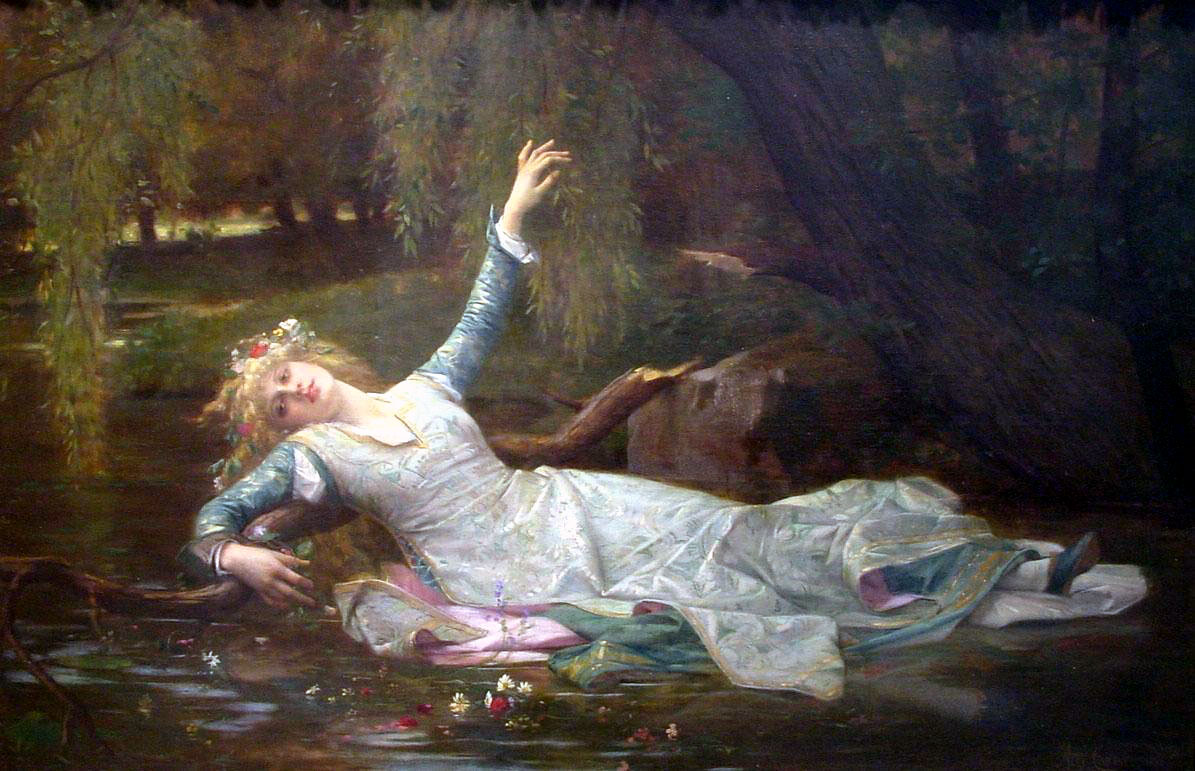
Titeln Opheliac är en referens till Shakespeares karaktär Ophelia (se bild) från pjäsen Hamlet, som Autumn kände ett samband till samt urtypen av en "självdestruktiv" kvinna.

Autumn påbörjade arbetet med sitt nästa album, Opheliac, i augusti 2004 och spelade in det vid Mad Villain Studios i Chicago. I augusti 2005 gjorde hon kostymerna för Billy Corgans musikvideo till låten "Walking Shade" från hans soloalbum TheFutureEmbrace. Autumn gästade dessutom låten "DIA" från det nämnda albumet. I slutet av 2005 gjorde hon ytterligare en gästmedverkan, den här gången på låten "The Gates of Eternity" av det brittiska bandet Attrition. Låten gavs ut 2008 på All Mine Enemys Whispers: The Story of Mary Ann Cotton, ett konceptalbumet som fokuserade på den viktorianska seriemördaren Mary Ann Cotton. Autumn har senare protesterat mot utgivningen av låten och sagt att den inte var färdig, att den ändrades utan hennes tillåtelse och att den endast var avsedd för ett möjligt samarbete med Martin Bowes.
Efter en abort försökte Autumn ta livet av sig, och hölls på suicidalavdelningen på Los Angeles mentalsjukhus. Efteråt tatuerade hon in sitt cellnummer på armen för att inte glömma bort vad som hänt med henne. Då albumet Opheliac kom ut i september 2006 hade Autumns stil förändrats på grund av tiden på mentalsjukhuset. Musiken var tyngre och mycket mörkare och fick industriella inslag. Autumn har beskrivit Opheliac som "dokumentationen av en helt livsförändrande och livsavslutande upplevelse". Albumet utgavs på tyska Trisol Music Group medan en limiterad EP med samma namn släpptes genom hennes eget bolag Traitor Records våren 2006. Ett tag hade Autumn planer på att spela in en musikvideo för låten "Liar", som skulle innehålla "blodiga badkar" men så blev det inte. Skivans titelspår har senare medverkat på albumen 13th Street: The Sound of Mystery, Vol. 3 (ZYX Music) och Fuck the Mainstream, Vol. 1 (Alfa Matrix), båda från 2007. Den 9 oktober 2006 hade hon en gästroll i den animerade tv-serien Metalocalypse samt på det efterföljande albumet The Dethalbum från 2007. I november 2006 gav hon även ut EP:n Liar/Dead Is the New Alive med remixer av låtar från Opheliac såväl som en del nytt material.
I mars 2007 utkom det fjärde studioalbumet, Laced/Unlaced, vilket är helt instrumentalt. Den första skivan, Laced, innehåller alla Autumns låtar från debutalbumet On a Day... medan den andra skivan, Unlaced, innehåller industriella låtar där Autumn använder sin elfiol. Hon bestämde sig för att återlansera On a Day... eftersom det "kändes som ett skönt kontrast mot det metalshreddade fiolalbumet, 'Unlaced', och gillade att det var den perfekta framställningen av 'då' kontra 'nu'". Samma år uppträdde hon även på de tyska musikfestivalerna Wave-Gotik-Treffen och M'era Luna. A Bit o' This & That, ett samlingsalbum innehållande rariteter, b-sidor, remixer och covers från början av karriären, släpptes i april 2007. Året därpå lanserades två nya EP-skivor; 4 o'Clock med dels remixade låtar från Opheliac och dels nyskrivet material samt Girls Just Wanna Have Fun & Bohemian Rhapsody. 2009 publicerades den självbiografiska romanen The Asylum for Wayward Victorian Girls, i vilken Autumn vill visa att skillnaderna mellan de viktorianska mentalsjukhusen inte skiljer sig mycket från de moderna. Samma år sade Autumn upp sig från skivbolaget Trisol Music Group för att gå med det New Work-baserade The End Records, varpå hon i oktober återlanserade Opheliac för den amerikanska marknaden där den tidigare endast hade varit tillgänglig som import. Nyutgåvan innehöll extramaterial i form av bilder, bonuslåtar, ett utdrag från The Asylum for Wayward Victorian Girls och en video.

### Fight Like a Girl(2010–idag)
Sedan 2010 arbetade Emilie Autumn med nya albumet Fight Like a Girl, som gavs ut den 24 juli 2012. Albumet, som är baserat på The Asylum for Wayward Victorican Girls, handlar om "att ta alla saker som gör kvinnor underlägsna och använda dem till din fördel". 2011 spelade Emilie Autumn en mindre roll i den amerikanska skräckfilmen 11-11-11, regisserad av Darren Lynn Bousman. Hon hade också birollen Painted Doll i filmen The Devil's Carnival från 2012, även den i regi av Bousman. Den 11 april 2012 utgavs titelspåret "Fight Like a Girl" på singel med "Time for Tea" som b-sida. Förutom Autumn har även rock- och metalproducenten Ulrich Wild varit delaktig i produktionen av singeln. För titelspåret har även en video i regi av Bousman att producerats. Den 16 april presenterade Autumn sina planer på att framföra en tretimmars musikal baserad på sin självbiografiska roman vid West End theatre i London år 2014.
Turnén för Fight Like a Girl fortsatte under 2013, varav åtta nordamerikanska shower spelades tillsammans med synthrockbandet The Birthday Massacre i slutet av november. I april 2014 blev det klart att Autumn skulle genomföra en handfull shower på Vans Warped Tour 2014 med uppsättningen The Asylum for Wayward Victorian Girls, som kommer att omfatta musik, burlesk, cirkus och teater.

## Musikstilar och influenser
Till en början spelade Emilie Autumn enbart instrumentell klassisk musik men började i samband med albumet Enchant (2003) att använda sin röst och utvecklade därmed sin stil till ett brett spektrum av genrer, bland annat med inslag av barockpop, electronica, industrial och dark cabaret. Musiken, som hon själv har beskrivit som "Victoriandustrial", är inspirerad av pjäser, romaner och historia, i synnerhet den viktorianska tiden. Även poetiska verk av Shakespeare, Edgar Allan Poe samt Robert och Elizabeth Barrett Browning har haft ett stort inflytande på henne.
Autumns röstläge är alt men kan expandera till dramatisk sopran, och hennes sångröst har jämförts med Tori Amos, Kate Bush och The Creatures. Sångstilen är emellertid varierande och går ifrån väldigt ljusa toner till mörka, bullrande growl och skrik. Hennes största musikala inspirationskälla är violinisten Nigel Kennedy medan hon har nämnt Morrisey från The Smiths som sin favoritsångare.
Vid liveframträdanden backas Autumn upp av det dansande kompbandet The Bloody Crumpets: Veronica Varlow, Captain Maggot och The Blessed Contessa, tidigare även Lady Aprella, Little Lucina, Jacinda, Lady Joo Hee, Captain Vecona, Mistress Apnea, Little Miss Sugarless och Ulorin Vex. Hennes teaterlika shower har med tiden utvecklats till att täcka upp både musik, burleskdans, eldslukare och standup-inslag.

## Privatliv
Emilie Autumn lider av bipolär sjukdom, vilket orsakar drastiska humörsvängningar, insomni och hörselhallucinationer, och för detta medicinerar hon. Några av hennes låtar—"Manic Depression", "Swallow" och "Misery Loves Company" från albumet Opheliac—handlar om att leva med sjukdomen. Även om hon skulle "föredra att inte ha det [...] och förmodligen vara mycket lyckligare" menar hon att det ger henne ett annorlunda perspektiv på livet och planerar att "använda det för vad det är värt så att [hon inte blir] ett offer för det". Från att hon var sex år blev hon utsatt för sexuella övergrepp och hon brukar numera rita ett hjärta på ena kinden som en skyddssymbol.
Autumn identifierar sig själv som asexuell. I 11-årsåldern blev hon vegetarian då hon inte kunde se varför hon skulle äta boskapsdjur men inte sitt husdjur, och är sedan sena tonåren vegan. Hon anser att det finns en koppling mellan hur kvinnor och djur behandlas i samhället. Hon har två råttor som hon kallar Sir Edward och Basil, och en katt som heter Fish/Fishy och stödjer företag som Manic Panic och Samson Tech.

## Diskografi

### Studioalbum
| År   | Albuminformation                                                                                            | Kommentar                                                           |
| ---- | --- | ------------------------------------------------------------------- |
| 2000 | On a Day... - Släppt: 2000 - Skivbolag: Traitor Records - Format: CD                                        | Instrumentellt album. Återlanserat 2007 som Laced på Laced/Unlaced. |
| 2003 | Enchant - Släppt: 26 februari 2003 - Skivbolag: Traitor Records/Trisol - Format: CD                         | Återlanserat 2007.                                                  |
| 2006 | Opheliac - Släppt: 1 september 2006 - Skivbolag: Trisol/The End Records - Format: CD, digital nedladdning   | Återlanserat 2009 på Deluxe Edition.                                |
| 2007 | Laced/Unlaced - Släppt: 9 mars 2007 - Skivbolag: Trisol - Format: CD                                        | Instrumentellt dubbelalbum.                                         |
| 2012 | Fight Like a Girl - Släppt: 24 juli 2012 - Skivbolag: The Asylum Emporium - Format: CD, digital nedladdning |                                                                     |

### Samlingar och andra album
| År   | Albuminformation                                                                                   | Kommentar                                                                |
| ---- | -------------------------------------------------------------------------------------------------- | ------------------------------------------------------------------------ |
| 2005 | Your Sugar Sits Untouched - Släppt: 2005 - Skivbolag: Traitor Records - Format: Ljudbok            | Ursprungligen en diktsamling. Återlanserat 2008 som digital nedladdning. |
| 2007 | A Bit o' This & That - Släppt: 17 augusti 2007 - Skivbolag: Traitor Records - Format: CD           | En samling av mer sällsynta inspelningar.                                |
| 2009 | The Opheliac Companion - Släppt: 17 augusti 2009 - Skivbolag: Asylum - Format: Digital nedladdning | En sammanhörande ljuddokumentär till Opheliac.                           |

### EP och singlar
| År   | Albuminformation | Kommentar                                                     |
| ---- | --- | ------------------------------------------------------------- |
| 2001 | Chambermaid - Släppt: 2001 - Skivbolag: Traitor Records - Format: CD                                                           |                                                               |
| 2001 | "By the Sword" - Släppt: 2001 - Skivbolag: Traitor Records - Format: CD                                                        | Släppt i syfte att stödja offren för 11 september-attackerna. |
| 2006 | Opheliac EP - Släppt: 2006 - Skivbolag: Traitor Records - Format: CD                                                           | EP-version av albumet Opheliac.                               |
| 2007 | Liar/Dead Is the New Alive - Släppt: 8 januari 2007 - Skivbolag: Trisol - Format: CD, digital nedladdning                      | Begränsad till 3000 exemplar.                                 |
| 2008 | 4 o'Clock - Släppt: 18 januari 2008 - Skivbolag: Trisol - Format: CD, digital nedladdning                                      | Begränsad till 3000 exemplar.                                 |
| 2008 | Girls Just Wanna Have Fun & Bohemian Rhapsody - Släppt: 5 september 2008 - Skivbolag: Trisol - Format: CD, digital nedladdning | Begränsad till 3000 exemplar.                                 |
| 2012 | "Fight Like a Girl" - Släppt: 20 april 2012 - Skivbolag: The Asylum Emporium - Format: Digital nedladdning                     | Singel från albumet Fight Like a Girl.                        |

### Soundtrack
- Autmns låt "Organ Grinder" finns med på den europeiska utgåvan av soundtracket till Saw III (2006)[49]
- En remixversion av Autmns låt "Dead Is the New Alive" finns med på soundtracket till Saw IV (2007)[50]
- Autmns låt "Unlaced" finns med på soundtracket till Saw V (2008)[51]
- Autmns låt "Prick! Goes the Scorpion's Tale" finns med på soundtracket till The Devil's Carnival (2012)[52]

### Gästmedverkan
- Bakgrundssång och fiol på albumet America's Sweetheart (2003) av Courtney Love
- Bakgrundssång och fiol på låten "DIA" från albumet TheFutureEmbrace (2004) av Billy Corgan
- Fiol på albumet The Dethalbum (2007) av Dethklok
- Sång och fiol på låten "The Gates of Eternity" av Attrition från albumet All Mine Enemys Whispers: The Story of Mary Ann Cotton (2008)
- Fiol på låten "UR A WMN NOW" från albumet Smash the Control Machine (2009) av Otep
- Sång och fiol på låten "Dry" av Die Warzau (2009)

## Fotnoter
1. ↑  Autumn har också sagt att hon växte upp i Los Angeles.[8]
2. ↑  I en intervju från 2003 påstod hon att hon var 10 år gammal när hon tog beslutet att lämna skolan för att lära sig fiol.[9]